# Claire Varin
Claire Varin est une écrivaine québécoise née à Montréal en 1954. Elle détient un doctorat en lettres de l'Université de Montréal et a aussi étudié le journalisme. Elle a soutenu une thèse de doctorat sur Clarice Lispector.

## Biographie
Dans le cadre de ses recherches sur Clarice Lispector, Claire Varin est amenée à voyager au Brésil où elle retournera à de multiples reprises. Lors de ces voyages, elle parfait ses connaissances de la culture brésilienne et de la langue portugaise.
Elle a notamment travaillé à titre de consultante et interprète de portugais pour Radio-Canada et les ministères québécois de la Justice et des Affaires sociales.
Elle a également collaboré à diverses émissions de Radio-Canada. Elle a aussi enseigné la littérature à l'Université de Montréal.
En 2002, elle obtient un Prix de la Société des écrivains canadiens (section Montréal) pour Désert désir ainsi qu'un prix du Conseil des arts et des lettres du Québec pour Laval.
Présidente et fondatrice de la Fondation lavalloise des lettres (2004), elle a dirigé la Société littéraire de Laval de 2002 à 2007. D'ailleurs, pour la remercier de son engagement à titre de présidente de la Fondation, elle est nommée en 2008, 9e membre d'honneur de la Société littéraire de Laval.
Elle sera directrice de la revue Brèves littéraires (2003-2006) et membre de la Commission consultative des arts de Laval (2002-2006).
Après avoir dépoussiéré les archives de son père Roger Varin (1917-2007), animateur et artisan de théâtre, cofondateur des Compagnons de Saint-Laurent, elle a publié en 2012 un livre inspiré par les sources socioculturelles de la Révolution tranquille, Un prince incognito. Roger Varin. Dans ce texte, elle fait état des multiples correspondances qu'entretenait son père avec des personnalités marquantes comme Gérard Pelletier, Pierre Elliott Trudeau, Pauline Julien, Jean-Louis Roux, Marcel Sabourin, Kim Yaroschevskaya, Paul-Émile Léger, Félix Leclerc, André Laurendeau, Lionel Groulx, et plusieurs autres.
En 2014, Claire Varin est invitée à représenter le Canada à la 60e Foire du livre de Porto Alegre, le plus gros salon du livre extérieur au monde, lors d'un énième séjour au Brésil. « Le moment fort aura été sa présence dans une école secondaire le jour du Souvenir, le 11 novembre, où elle s'est adressée en portugais à une centaine d'étudiants curieux d'en apprendre plus sur le Canada et sa culture. »
En 2018, elle a fait paraître l'essai Animalis qui expose la complexité de nos rapports aux mammifères non humains. Le livre met en scène un personnage d’amoureuse des animaux, qui pour observer la vie sauvage entreprend une tournée de parcs animaliers et de réserves écologiques. Elle séjourne au Parc national de la Mauricie (Québec) et au Parc national de Banff (Alberta), inscrit au patrimoine mondial de l’UNESCO. Éprise de beauté, la narratrice est tout de même forcée d’ouvrir les yeux sur la laideur et la cruauté exercée à l’endroit des animaux (d’élevage, de laboratoire, de cirque, etc.), relayée de nos jours par Internet.
Extrait de la présentation de l'auteur et éditeur Yvon Rivard lors du lancement d'Animalis en octobre 2018 à la Maison des écrivains à Montréal : « J’ai aimé la prose pure, transparente d'Animalis. J’ai dit sur la quatrième de couverture que c’était la prose de quelqu’un qui avait "le grand regard animal" dont parle Rilke, écrivain qui était très proche des animaux dont il disait qu'ils nous apprennent à voir, à vivre et à mourir parce qu’ils ont, comme les enfants, le regard tourné vers l’ouvert, cet espace qui apparait lorsqu'il n'y a plus de frontières entre l’intérieur et l’extérieur, entre le lointain et le proche, espace ouvert qu’il a appelé aussi "l’espace intérieur du monde". »

## Œuvres

### Essais
- Langues de feu, essai sur Clarice Lispector, Laval, Édition Trois, 1990, 226 p.  (ISBN 292088722X); traduit en portugais au Brésil par Lúcia Peixoto Cherem, avec une relecture de l'auteure: Línguas de Fogo, ensaio sobre Clarice Lispector, traduzido por Lúcia Peixoto Cherem com leitura de Claire Varin, São Paulo, Editora Limiar, 2002, 190 p.  (ISBN 85-88075-03-2)
- Línguas de Fogo, ensaio sobre Clarice Lispector, nova edição, traduzido por Lúcia Peixoto Cherem com leitura de Claire Varin, São Paulo, Editora Nós, 2023, 192 p.  (ISBN 9786585832120)
- Animalis, essai littéraire, Montréal, Leméac, 2018, 120 p.  (ISBN 978-2-7609-9467-6)

### Recueil d'entretiens et autres documents
- Clarice Lispector. Rencontres brésiliennes, livre d’entretiens avec Clarice Lispector et de documents divers, Laval, Édition Trois, 1987, 242 p.  (ISBN 978-2920887022); nouvelle édition revue et augmentée, Montréal, Triptyque (éditeur), 2007, 229 p.  (ISBN 978-2-89031-608-9)

### Romans
- Clair-obscur à Rio, roman, Laval, Édition Trois, coll. «Topaze», 1998, 163 p.  (ISBN 2-920887-89-0)
- Désert désir, roman, Laval, Édition Trois, coll. «Topaze», 2001, 179 p.  (ISBN 2-89516-028-7)
- La Mort de Peter Pan, roman, Montréal, Québec Amérique, 2009, 214 p.  (ISBN 978-2-7644-0656-4)

### Récits
- Profession : Indien, récit, Laval, Édition Trois, coll. «Topaze», 1996, 133 p.  (ISBN 2-920887-75-0)
- Un prince incognito. Roger Varin, récit biographique, Montréal, Groupe Fides, 2012, 310 p.  (ISBN 9782762134605)
- Par la mère, récit, Bromont, Éditions de La Grenouillère, 2025, 190 p.  (ISBN 978-2-925466-14-7)

### Nouvelles
- Le carnaval des fêtes, nouvelles, Laval, Édition Trois, coll. «Topaze», 2003, 155 p.  (ISBN 2-89516-049-X)

### Direction de collectifs
- La Route de l'art public, du patrimoine et de la littérature, coffret de 40 cartes postales avec mots d'auteur pour les 40 ans de Ville de Laval, Laval (Fondation lavalloise des lettres et Ville de Laval)
- Une île en mots. Laval se livre, codirection Laurent Berthiaume, Laval, Édition Brève, 2005, 209 p. (ISBN 2-923059-10-7)
- Les arts en mots et en images, Laval, Fondation lavalloise des lettres, 2007. Pour le colloque Les arts et la ville tenu à Laval en mai 2007, sous le thème de la participation citoyenne de l’artiste. Collaboration d’artistes de toutes les régions du Québec.
- L'île en mémoire. Récits d'une île de tous les possibles collectif de 14 auteurs avec photos d'archives (inclut cinq textes inédits de l’autrice) pour les 50 ans de Ville de Laval, Montréal, Groupe La Courte Échelle, 2015, 318 p.  (ISBN 9782896959716)
- Vu des rives, coffret de 37 cartes postales avec mots inédits de 37 auteurs des rives sud et nord de Montréal, 2 séries d'images, anciennes et récentes représentant des vues des rives de Montréal, Laval, Fondation lavalloise des lettres, 2017
- Avec Monique Bosco, codirection Nadine Ltaif, témoignages de 29 auteurs sur la professeure et auteure qui a exercé son influence sur des générations d'écrivains du Québec, Montréal, Médiaspaul, 2017, 173 p.  (ISBN 9782897601331). Avec des textes de (par ordre d’apparition): Hélène Cixous, Gloria Escomel, Naïm Kattan, Marie-Claire Blais, Thuong Vuong-Riddick, Claire Varin, Nadine Ltaif, Mona Latif-Ghattas, Denise Desautels, Jean-Paul Daoust, France Théoret, Louise Bouchard, Louise Dupré, Marie-Claire Girard, Maryse Choinière, Pascale Navarro, Nelly Roffé, Line McMurray, Diane Régimbald, Carole Leroy, Ginette Michaud, Élisabeth Nardout-Lafarge, Hélène Perras, Lucie Lequin, Catherine Khordoc, Patrick Coppens, Christie McDonald, Nathalie Watteyne, Pierre Nepveu.

## Prix et honneurs
2002 : Prix du roman de la Société des écrivains canadiens (pour son roman Désert désir)
2002 : Prix à la création artistique du Conseil des arts et des lettres du Québec
2006 : Prix coup de cœur du jury du Conseil de la culture de Laval (pour les deux collectifs Un île en mots et La route de l'art public)
2008 : Intronisation comme 9e membre d'honneur de la Société littéraire de Laval
2025 : Prix Hommage de Culture Laval